# Vendsyssel-Thy

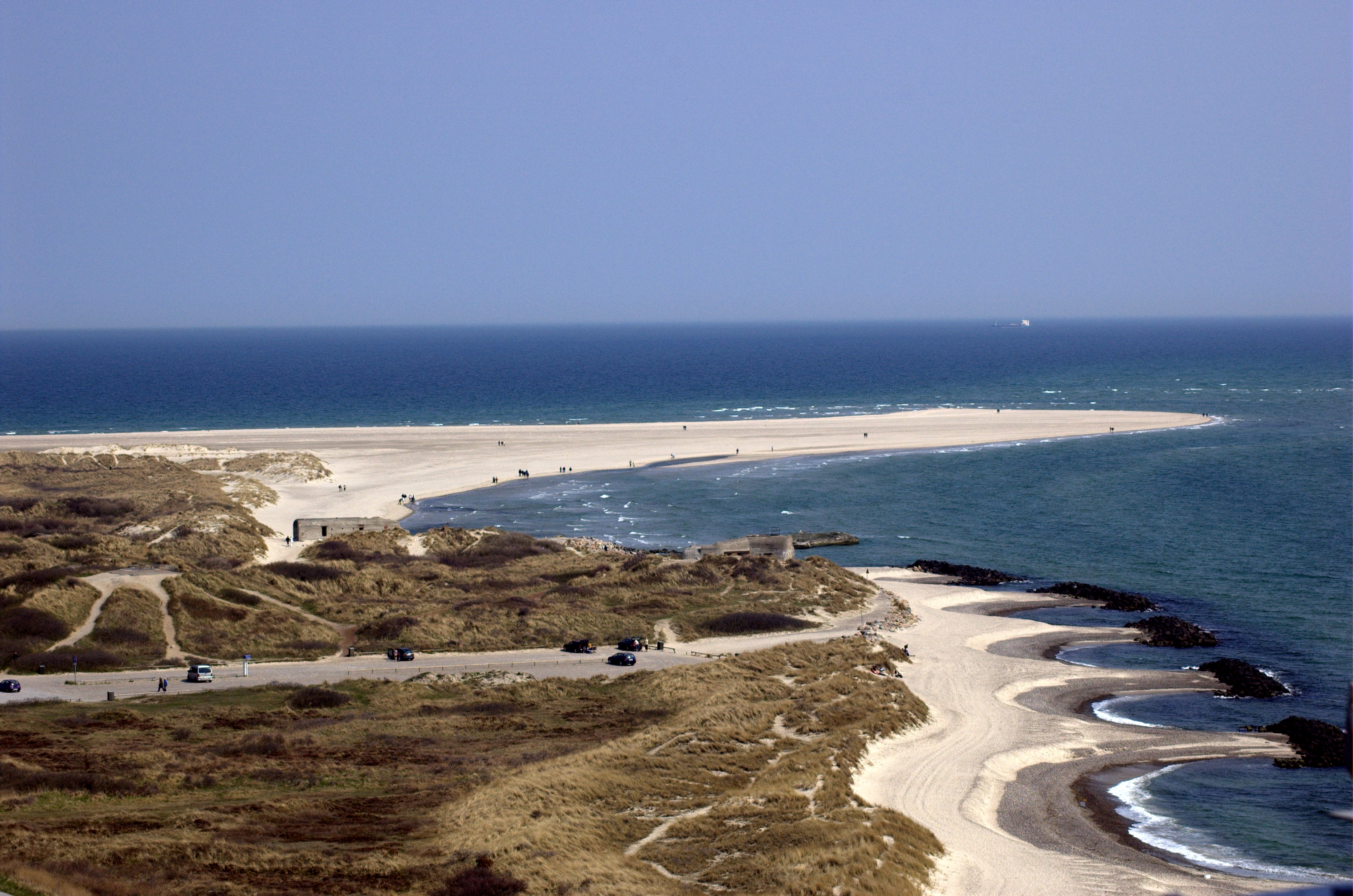
Grenen ytterst på Skagens Odde.

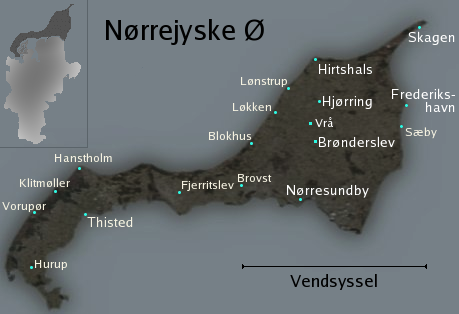
Karta.

Vendsyssel-Thys läge.

Vendsyssel-Thy (också kallad Nørrejyske ø) är den del av Nordjylland i Danmark som ligger norr om Limfjorden och består av Vendsyssel, Hanherrederne och Thy. Området är helt omgivet av vatten och kan därför räknas som en ö, skild från halvön Jylland.
Området är uppdelat mellan Region Nordjylland (Vendsyssel, Hanherrederne, Thy), och Region Midtjylland (Thyholm).
Vendsyssel-Thy är med en yta på 4 686 km² Danmarks näst största ö efter Själland. 1 januari 2003 hade ön 306 373 invånare och år 2020 var de 294 424.
Efter att ha hängt ihop med Jylland sedan omkring år 1100, blev Vendsyssel-Thy den 3 februari 1825 återigen en ö. Denna dag bröt en stormflod igenom Agger Tange, varvid Aggerkanalen bildades. Aggerkanalen började senare att slamma igen, och år 1877 var den helt igentäppt. Dock hade dessförinnan Thyborönkanalen bildats en bit söderut vid en stormflod 1862.

## Samhällen
- Hjørring
- Fredrikshavn
- Thisted
- Brønderslev
- Skagen
- Sæby
- Hirtshals
- Åbybro
- Vodskov
- Fjerritslev
- Hjallerup
- Dronninglund
- Pandrup
- Sindal
- Hurup
- Brovst
- Strandby
- Hanstholm
- Hals
- Vester Hassing
- Vrå
- Vestbjerg
- Kås
- Vadum
- Tårs
- Klitmøller
- Vestervig
- Nørre Vorupør
- Børglum